# Churchill Downs
«Churchill Downs» — песня американского рэпера Джека Харлоу из его второго альбома Come Home the Kids Miss You (2022). Песня записана с участием канадского рэпера Дрейка. Продюсерами песни выступили Boi-1da, Audi, BEDRM и Ace G. События в клипе происходят на ипподроме Черчилль-Даунс во время Кентуккийского дерби.

## История
Продюсер Ace G заявил, что создание песни началось с того, что он и его партнерша Мириам Эйдо находились в студии, импровизируя на синтезаторе и арфе соответственно. Эйдо начала петь, из чего и была создана мелодия.
Утечка песни произошла в мае 2022 года, после чего она привлекла внимание тем, что Дрейк сделал подсознательные уколы в адрес рэпера Pusha T. Джек Харлоу сказал в интервью Hot 97, что и он, и Дрейк были расстроены утечкой. Pusha T отреагировал на утечку в эфире радиошоу The Breakfast Club, сказав: «Я даже слышал это, и для меня это звучит старо. Они звучат по-старому. И даже то, что считается выстрелами. Типа, брат, после того, что я сделал, разговоры о „посреднике“ и все такое — это не для меня. Я здесь, чтобы сжечь все». Харлоу позже рассказал в эфире The Breakfast Club, что добавил больше слов в свой куплет после того, как услышал куплет Дрейка.
В июне 2022 года американский рэпер Lil Yachty раскрыл ютуберу DJ Akademiks некоторые подробности того, как была написана песня. По словам Ячти, Дрейк рассказал ему, что написал свой куплет примерно за 11 минут, на глазах у Харлоу, когда они отдыхали на островах Теркс и Кайкос.

## Композиция
В песне используется флейтовый инструментал. В песне артисты читают рэп о подводных камнях славы и «бросают друг другу скромные комплименты, когда не дают резких, прагматичных комментариев». Строчка Джека Харлоу «Я хип-хоп, ты полностью понимаешь?» была названа «определяющей защитной линией» альбома. Дрейк также ссылается на свою вражду с Pusha T в своем куплете.

## Отзывы
А. Д. Амороси из Variety высоко оценил участие Дрейка в песне, написав: «Тексты Дрейка о жизни в центре внимания — одни из лучших, которые он придумал с 2020 года; следующая пластинка Дрейка — это то, чего стоит с нетерпением ждать, если это то, к чему он идет». Моси Ривз из Rolling Stone написал, что Дрейк «здесь не разочаровывает» и исполняет «еще один отличный куплет от рэпера, известного своим поэтически обиженным самопоглощением», а также написал: «Тем временем Харлоу может предложить только безвкусное хвастовство». В отличие от него, Мэтью Штраус из Pitchfork описал песню как «более или менее копию поздней исповеди Дрейка». Кроме того, Штраус написал: «Большой ошибкой, однако, было то, что Дрейк действительно включил в песню Дрейка, поскольку артист-ветеран звучит так, будто ему есть что сказать». Тем временем Харлоу, несмотря на растущую славу и непрекращающееся увлечение, все еще нащупывает свою точку опоры".

## Музыкальное видео
Официальное музыкальное видео было снято на Кентуккийском дерби 2022 года и выпущено 1 июня 2022 года. В клипе, снятом режиссером Ace Pro, Джек Харлоу и Дрейк читают рэп на мероприятии, делают ставки и наблюдают за скачками, в то время как в клипе показаны замедленные кадры скачек. Ранее в клипе Харлоу появляется в бейсбольной бите, как отсылка к Louisville Slugger. В клипе также появляются Baka Not Nice, Boi-1da, Брайсон Тиллер, DJ Drama, Druski, Hit-Boy, Тейлор Рукс и мать Харлоу Мэгги, которая танцует, когда Дрейк читает для нее рэп.
Черчилль-Даунс — это ипподром, расположенный на Центральной авеню в южном Луисвилле (штат Кентукки, США), известный тем, что здесь проводится ежегодное Кентуккийское дерби, крупнейшие конные скачки. Официально он открылся в 1875 году и был назван в честь Сэмюэля Черчилля, чья семья на протяжении многих лет занимала видное положение в Кентукки.

## Чарты
| Чарт (2022)                           | Высшая позиция |
| ------------------------------------- | -------------- |
| Австралия (ARIA)                      | 17             |
| Канада (Canadian Hot 100)             | 11             |
| Мир Global 200 (Billboard)            | 38             |
| Ирландия (IRMA)                       | 12             |
| Нидерланды (Single Top 100)           | 88             |
| Новая Зеландия (Recorded Music NZ)    | 25             |
| Португалия (AFP)                      | 101            |
| Швеция Heatseeker (Sverigetopplistan) | 11             |
| Швейцария (Schweizer Hitparade)       | 76             |
| Великобритания (UK Singles Chart)     | 19             |
| США Billboard Hot 100                 | 23             |
| США Hot R&B/Hip-Hop Songs             | 9              |

## Сертификации
| Регион                                                                      | Сертификация | Продажи |
| --------------------------------------------------------------------------- | ------------ | ------- |
| США (RIAA)                                                                  | Золотой      | 500 000 |
| Данные о продажах + прослушиваниях приведены только на основе сертификации. |              |         |